# Firmiana subglabra
Firmiana subglabra là một loài thực vật có hoa trong họ Cẩm quỳ. Loài này được (V.Abraham & Dutt) Kosterm. mô tả khoa học đầu tiên năm 1989.